# República Socialista Soviètica Autònoma d'Adjària
La República Socialista Soviètica Autònoma d'Adjària fou una República Soviètica Autònoma de l'URSS dins la República Socialista Soviètica de Geòrgia des del 16 de juliol 1921 fins al 1989. Constitueix el territori de l'actual Adjària.

## Establiment
Després de l'ocupació militar per tropes l'Imperi Otomà i Regne Unit del 1918 al 1920, Adjària fou reunificada a Geòrgia el 1920. Després de la Invasió de Geòrgia per l'Exèrcit Roig el març de 1921, el govern d'Ankara cedí el territori a Geòrgia en virtud de l'article VI del Tractat de Kars que garantia l'autonomia per a la població musulmana. D'acord amb aquesta clàusula, la Unió Soviètica establí l'RSSA d'Adjària el 16 de juliol de 1921.

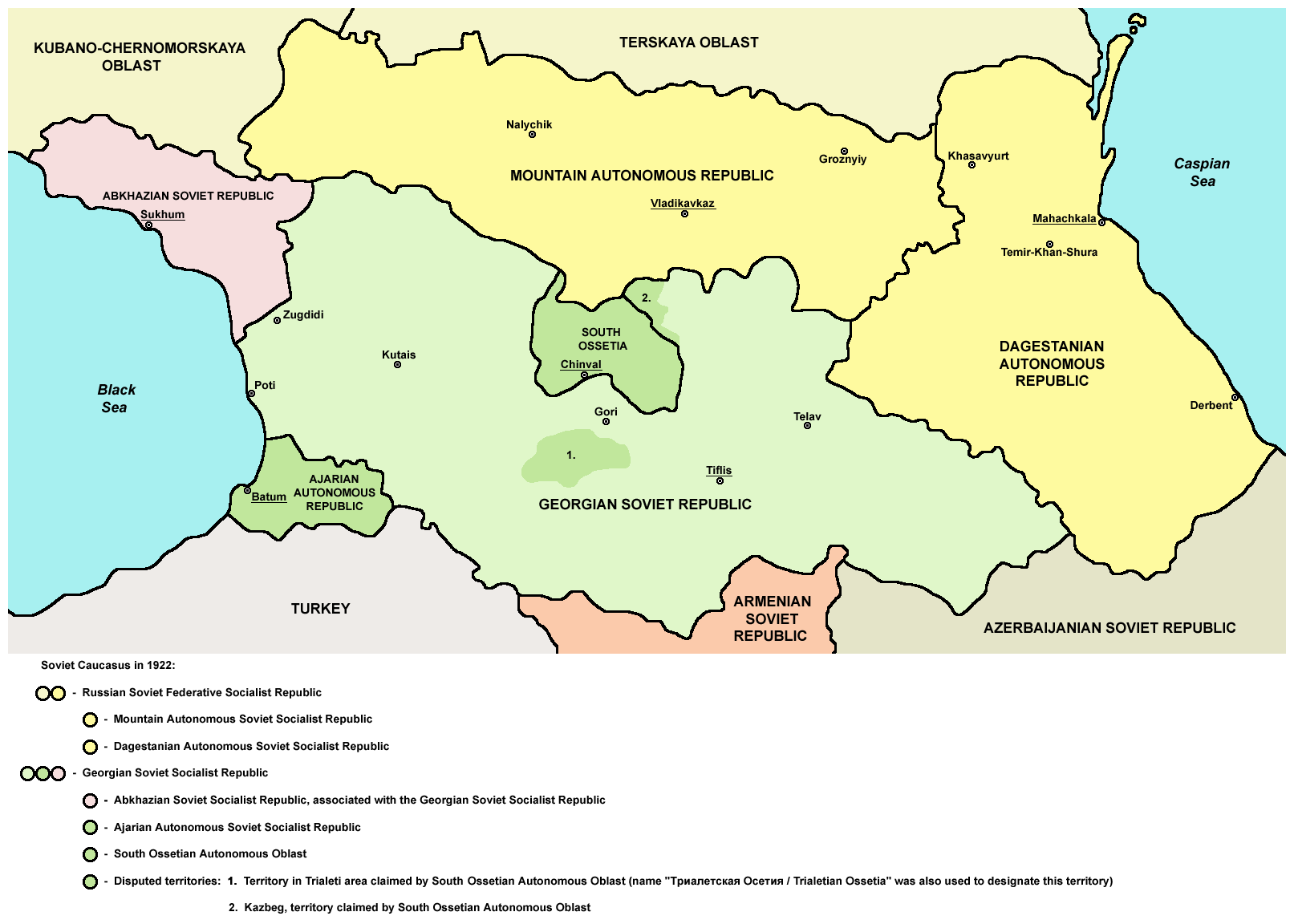
El Caucas soviètic l'any 1922